# Barrage de Gökçekaya
Le barrage de Gökçekaya est un barrage en Turquie.

## Sources
- (en) Site de l'agence gouvernementale turque des travaux hydrauliques